# Кануков, Алмахсид Адильгиреевич
Алмахсид Адильгиреевич Кануков, другой вариант отчества — Адиль-Гиреевич (1866, село Тулатово, Владикавказский округ, Терская область, Российская империя — 1918, Беслан, Владикавказский округ, Терская область) — осетинский просветитель, общественный деятель, этнограф, педагог, журналист, издатель, редактор первого осетинского журнала «Зонд» («Знание»), автор первого осетинского букваря «Райдиан чиныг» («Первая книга»).

## Биография
Родился в 1866 году в крестьянской семье в селе Тулатово (сегодня — Беслан). После смерти в 1871 году отца Адильгерея Канукова воспитывался дедом Тепсарыко Кануковым. Затем его покровителем стал кабардинский князь, который помог ему устроиться на обучение в Нальчикскую Горную школу, которую он окончил в 1879 году. Затем обучался во Владикавказском первом реальном училище, по окончании которого в сентябре 1885 года поступил в Императорское Московское техническое училище (по другим сведениям — в Харьковский ветеринарный институт). В 1887 был отчислен и отправлен на родину по подозрениям в политической деятельности. Находился под надзором полиции.
С 1886 по 1900 года сотрудничал с Всеволодом Миллером, предоставляя ему этнографический и фольклорный материал. Был одним из основателей Общества по распространению образования и технических сведений среди горцев Терской области. Занимался просветительской деятельностью среди детей горцев, обучая их грамоте. Посещал собрания осетинской интеллигенции в квартире Джантемира Шанаева, располагавшейся в доме № 46 на Александровском проспекте.
В 1890 году издал первый осетинский букварь «Райдиан чиныг» (1906 — второе издание, 1918 — третье издание). С 1892 года публиковал статьи в периодической печати «Терской сборник», «Терские ведомости», «Горская жизнь», «Ирон газет» и «Хабар».
В 1906 году избран секретарём издательского общества «Ир». В 1907 году выпустил два номера первого в истории журнала на осетинском языке «Зонд».
С 1908 года занимался изданием книг осетинских писателей Розы Кочисовой и Сослана Темирханова. В 1914 году составил и издал «Сборник законодательных актов».
В последние годы своей жизни был народным судьёй в селе Михайловское. 1 мая 1917 года был делегатом осетинского народа на I Съезде представителей горских народов Кавказа.
С 1900 по 1907 года проживал в доме (объект культурного наследия) на Графской улице, с 1908 по 1913 года — в доме № 9 на Кизлярской улице и с 1913 по 1916 года — в доме № 2 (объект культурного наследия) по Гимназической улице. В 1917 году приобрёл собственный дом в Беслане.
Умер в 1918 году в Беслане.